# Cruzado Dela Noche
Cruzado Dela Noche, född 15 maj 2012 på Hanover Shoe Farms i Hanover i Pennsylvania, är en amerikansk varmblodig travhäst. Han tränas av Marcus Melander och ägs av Stall Courant. Mellan 2015 och 2018 tränades han i Sverige av Stefan Melander och kördes oftast av Björn Goop eller Per Linderoth.
Cruzado Dela Noche började tävla 2014. Han har till oktober 2018 sprungit in 10 miljoner kronor på 56 starter varav 15 segrar, 7 andraplatser och 9 tredjeplatser. Han har tagit karriärens hittills största seger i International Trot (2018). Bland hans andra stora segrar räknas Norrlands Grand Prix (2016), Grosser Preis von Deutschland (2016), Copenhagen Cup (2017) och Arthur J. Cutler Memorial (2019). Han har även kommit på tredjeplats i Peter Haughton Memorial (2014), Sprintermästaren (2016) och Copenhagen Cup (2018).

## Karriär

### Tiden i Nordamerika
Cruzado Dela Noche började tävla som tvååring i USA och tränades där av Nancy Takter. Han vann tre av elva starter och sprang in cirka 165 000 dollar under debutsäsongen 2014. Han var bland annat trea i Peter Haughton Memorial, som är världens största tvååringslopp, den 2 augusti på Meadowlands Racetrack.

### Tiden i Sverige

#### Säsongen 2016
Den 5 november 2015 importerades Cruzado Dela Noche till Sverige och placerades i Stefan Melanders träning. Han debuterade i sin nya regi den 22 april 2016 i ett fyraåringslopp på Umåkers travbana, där han kom på andraplats. Debuten följdes upp med start i uttagningslopp till Konung Gustaf V:s Pokal den 29 april med Björn Goop i sulkyn. Ekipgaet kvalificerade sig för finalen den 14 maj på Åbytravet. Han slutade på fjärdeplats i finalen, trots att han galopperade och tappade flera meter i loppets inledning. Under 2016 års Oslo Grand Prix-dag den 12 juni segrade han i Fyraåringseliten och tog därmed, i den femte starten, sin första seger i Melanders regi. Nästa start gjordes den 7 juli då han deltog i Sprintermästaren på Halmstadtravet. Han vann sitt försökslopp och kvalificerade sig därmed för finalen, som gick av stapeln senare samma kväll. I finalen slutade han på tredjeplats. Tredjeplatsen i Sprintermästaren följdes upp med en seger i finalen av Norrlands Grand Prix den 21 juli på Bergsåker travbana, där han kördes av Per Linderoth. Den 9 oktober vann han Grosser Preis von Deutschland på Hamburg Bahrenfeld i Hamburg, ett lopp som är Tysklands största fyraåringslopp. Denna seger innebar cirka 1 miljon kronor och är hans hittills största seger sett till vinstsumma. Det var dessutom hans första seger i ett Grupp 1-lopp. Han avslutade därefter säsongen 2016 med ytterligare en seger och en andraplats.

#### Säsongen 2017
Säsongen 2017 årsdebuterade han den 22 april i Berth Johanssons Memorial på Umåkers travbana, där han slutade på andraplats. Årsdebuten följdes upp med en seger på Solvalla den 3 maj. I säsongens tredje start den 14 maj vann han Danmarks största travlopp Copenhagen Cup. Efter segern fick han en inbjudan till 2017 års upplaga av Elitloppet den 28 maj på Solvalla. Han startade i det första försöksloppet och kördes av Björn Goop. Han galopperade i starten och blev därmed diskvalificerad. Den 11 juni startade han i Oslo Grand Prix på Bjerke Travbane, där han slutade på sjätteplats efter att ha blivit störd till galopp efter 400 meter av loppet och därmed tappat mark.
Den 9 september deltog han i 2017 års upplaga av finalen av UET Trotting Masters, som gick av stapeln på Vincennesbanan i Frankrike, och slutade där på sjätteplats. Han hade därefter en träningsperiod på drygt två månader innan han gjorde comeback den 11 november i ett försökslopp av Gulddivisionen på Sundbyholms travbana. Efter att ha travat utvändigt om loppets ledare slutade han på andraplats bakom vinnande Nadal Broline. Han kom även på fjärdeplats i ett försökslopp av Gulddivisionen den 2 december på Jägersro. Den 26 december startade han i Gulddivisionens final på hemmabanan Solvalla, där han kom på femteplats på tung bana.

#### Säsongen 2018
Säsongen 2018 årsdebuterade han den 1 april i ett Gulddivisionslopp på Romme travbana, som också var uttagningslopp till Olympiatravets final. Han startade från bakspår och kördes för första gången av sin nya ordinariekusk Ulf Ohlsson. Årsdebuten slutade med en fjärdeplats. Nästa start gjordes i Guldbjörken på Umåkers travbana den 21 april, där han kom på andraplats efter en upploppsduell med Beau Mec. Veckan därpå startade han i finalen av Olympiatravet den 28 april på Åbytravet, där han slutade på sjätteplats. Den 13 maj på Charlottenlund Travbane deltog han som titelförsvarare i Copenhagen Cup. Han slutade på tredjeplats bakom Cyber Lane och Takethem. Den 30 maj segrade han i Gösta Bergengrens Minneslopp på Bergsåkers travbana, närmast före loppets ledare Digital Ink. Han kom på sjätteplats i Norges största travlopp Oslo Grand Prix den 10 juni, körd av Per Linderoth.

### Tillbaka i Nordamerika
Under sommaren 2018 flyttades hästen över till Nordamerika, där han sattes i träning hos Marcus Melander. Den 13 oktober vann han International Trot på Yonkers Raceway tillsammans med kusken Brian Sears. Cruzado Dela Noche var spelad till 31 gånger pengarna, och segern var värd 500 000 dollar (ca 4,5 miljoner kronor).